# Torre de televisió de Pyongyang
La torre de televisió de Pionyang és una torre de formigó armat de 150 metres d'alt, situada en Pionyang, Corea del Nord. Va ser construïda a l'abril de 1967 per augmentar l'àrea de transmissió, bastant pobra en aquell moment davant la falta de repetidors, i per poder iniciar les transmissions de televisió en color. Posseeix una plataforma d'observació i un restaurant panoràmic, per la qual cosa és usada sovint amb finalitats turístiques, si bé no sol aparèixer en els itineraris oficials, tal vegada per la falta de manteniment. La torre és utilitzada per la Televisió Central de Corea per emetre la seva programació.
El disseny de la torre de TV de Pionyang està fortament influït per la Torre Ostankino de Moscou, construïda al mateix temps, però és més simple. Posseeix antenes de transmissió a 34.5 m, 65 m, 67.5 m i 85 m d'altura, situades en terrasses circulars. Existeix una plataforma d'observació de tres pisos accessible per ascensors i una escala a 94 metres d'altura. En la punta de la torre existeix una antena de transmissió de 50 m d'alt.